# Bengt Jackloo
Bengt Erik Jackloo, född 12 juli 1937 i Trollhättan, död 1 november 2021 i Ystad, var en svensk handbollsspelare, under sin aktiva tid känd som Bengt "Kompis" Johansson.

## Karriär
Han  började spela handboll i  KFUM Trollhättan. och spelade sen för AIK innan han slutligen representerade bland annat Majornas IK i Göteborg. 1956-1957 spelade han seriefinal i division 2 Västra för KFUM Trollhättan mot Redbergslid. Ett år 1962-1963 återvände han till KFUM Trollhättan men året efter var han med i Majornas IK som definitivt degraderades från allsvenskan 1964. 
Han spelade 16 landskamper för Sveriges landslag under åren 1960–1964. Han deltog vid två VM-turneringar, 1961 i Västtyskland och 1964 i Tjeckoslovakien, då Sverige tog VM-brons och VM-silver. 
Utanför handbollen arbetade Jackloo som lärare. Efter avslutad handbollskarriär bytte han 1988 efternamnet till Jackloo. 
Han var bland annat bosatt i Ystad och gav som pensionär ut två böcker på en publikationstjänst, 
den första, "Luftslaget" 2007, en deckarhistoria i golfmiljö.
Bengt Jackloo är gravsatt på Håjums begravningsplats i Trollhättan.